# Enoplognatha bobaiensis
Enoplognatha bobaiensis là một loài nhện trong họ Theridiidae.
Loài này thuộc chi Enoplognatha. Enoplognatha bobaiensis được Chuandian Zhu miêu tả năm 1998.